# Harry Browne
Harry Edson Browne (17 de juny de 1933 - 1 de març de 2006) fou un escriptor, polític i assessor financer estatunidenc. Va ser el candidat presidencial del Partit Llibertari a les eleccions dels Estats Units de 1996 i 2000. Va ser autor de 12 llibres que en total han venut més de 2 milions d'exemplars.